# Candido erotico
Candido erotico è un film del 1977 diretto da Claudio De Molinis (alias Claudio Giorgi).

## Trama
Carlo, giovane emigrato da Rovigo in un Paese nordeuropeo, s'esibisce come "stallone" nei night-clubs. Poiché ha bisogno di molti soldi, si prostituisce occasionalmente anche ai viziosi coniugi Paul e Veronica. Un giorno, però, alla vista della loro figlia Charlotte, se n'innamora e decide di lasciare il mestiere e sposarla: purtroppo si scopre impotente con lei, poiché la propria virilità si manifesta solo davanti agli spettatori. Charlotte gli si offre davanti ai clienti di un night-club, ma poi l'abbandona per sempre.